# هوبنوف (ناحیه ییهلاوا)
هوبنوف (به چکی: Hubenov) یک منطقهٔ مسکونی در جمهوری چک است که در ناحیه ییهلاوا واقع شده‌است. هوبنوف ۲٫۵۵ کیلومتر مربع مساحت و ۱۴۰ نفر جمعیت دارد و ۵۷۸ متر بالاتر از سطح دریا واقع شده‌است.